# Virdar

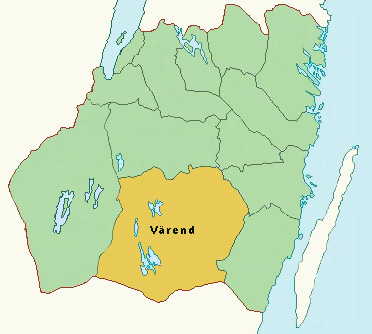
Värend inom det medeltida Småland

Virdar är en gammal benämning på befolkningen i folklandet Värend. Äldsta belägget för ordet virde är dativformen bōnda virðskum på runstenen Sm 1.
Flera författare[källa behövs] har i äldre historisk forskning hävdat att Värend och angränsande trakter i Blekinge togs i besittning av de heruler som enligt Prokopios skulle ha vandrat mot Norden och så småningom kommit till "ön Thule", efter att deras rike sprängdes av langobarderna omkring år 500. Detta slags historieskrivning anses av nutida historiker vara spekulativ och obevisbar. 
I en stadga om konungens eriksgata, en bilaga till Södermannalagen från 1325, föreskrivs att "virdarnas lagman och smålänningarna med honom" skall möta konungen vid gränsen av östgötarnas lagsaga, på skogen Holaveden, samt följa honom till Jönköping. "Där eger konungen virdarna och alla smålänningarna ed sin svärja och de honom". Härav har det ansetts tydligt att Värends invånare benämnts virdar.

## Blendasägnen
Huvudartikel: Blendasägnen

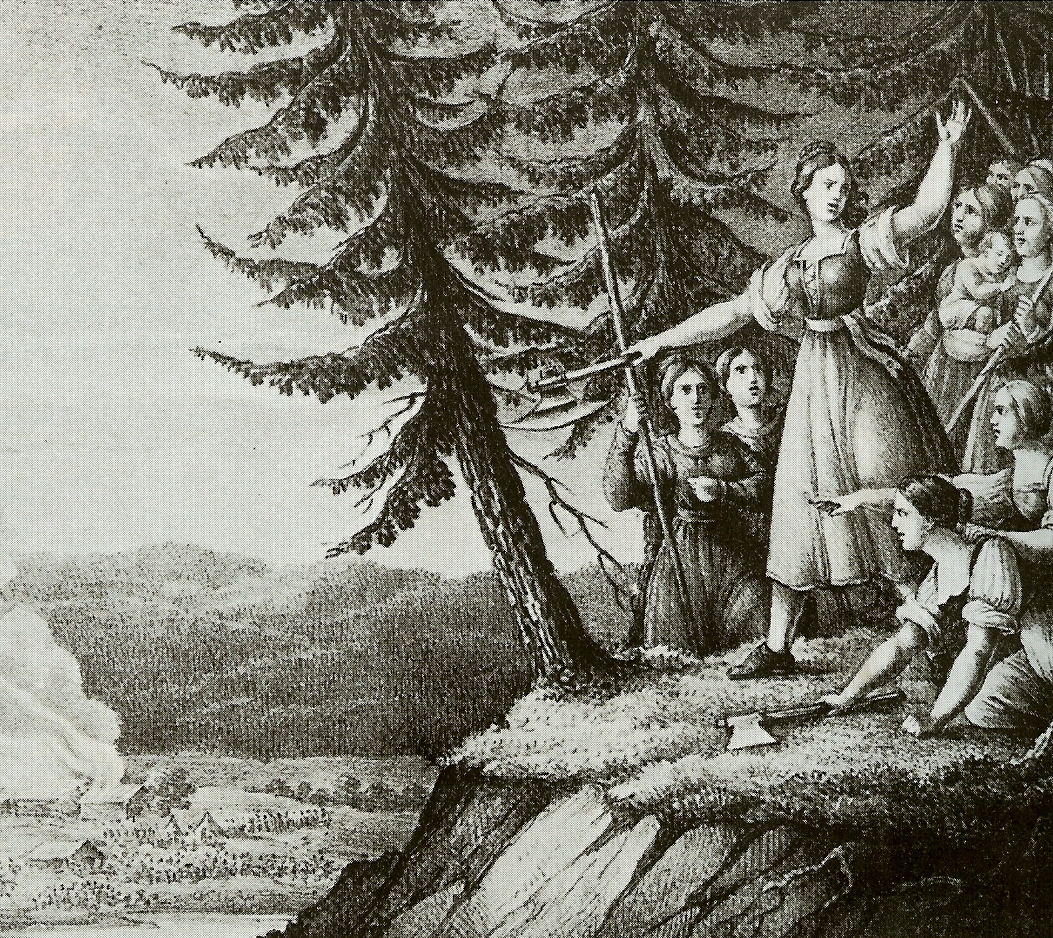
Blendasägnen spelar en viktig roll i Värends historia.

Blendasägnen berättar om kvinnan Blenda i Värend som tillsammans med bygdens kvinnor skall ha besegrat en dansk fiendehär. Enligt sägnen skall männen i Värend ha varit på krigståg i Västergötland med kung Alle när danskarna anföll. Värends kvinnor bjöd in danskarna på gästabud på Bråvalla hed och när dessa var berusade blev de nedstuckna och dödade.
Som erkännande för detta skall Värends kvinnor bland annat ha fått lika arvsrätt som männen samt rätt att resa till kyrkan på sin bröllopsdag klädda i full stridsutrustning, ledsagade av pukor och trummor.

## Familjenamn
Flera släkter med ursprung i Värend har tagit efternamn som associerar till virdarna. Exempel är Virdborg, Virdeborn, Wirdelöf, Wirdelöv, Virdenäs, Virdestam, Virdesten, Wirlée, Wirde, Virding och Virdung.